# Asüna
Asüna era un marchio automobilistico creato nel 1992 da General Motors per la commercializzazione in Canada di automobili del gruppo, similmente a quanto fatto con il marchio Geo negli Stati Uniti. Raccolse parte dell'eredità del marchio Passport, che dal 1988 caratterizzava nel mercato canadese alcuni prodotti Daewoo e Isuzu (questi ultimi confluiti invece in Saturn).
Fu utilizzato per soli due anni sui modelli Sunfire (Isuzu Piazza), Sunrunner (Suzuki Escudo) e SE/GT (Daewoo LeMans).